# Pointe de Bellecombe
La Pointe de Bellecombe (2.775 m s.l.m.) è una montagna delle Alpi Cozie che si trova nella Savoia, tra la Val Cenischia e il Vallone d'Ambin.

## Caratteristiche

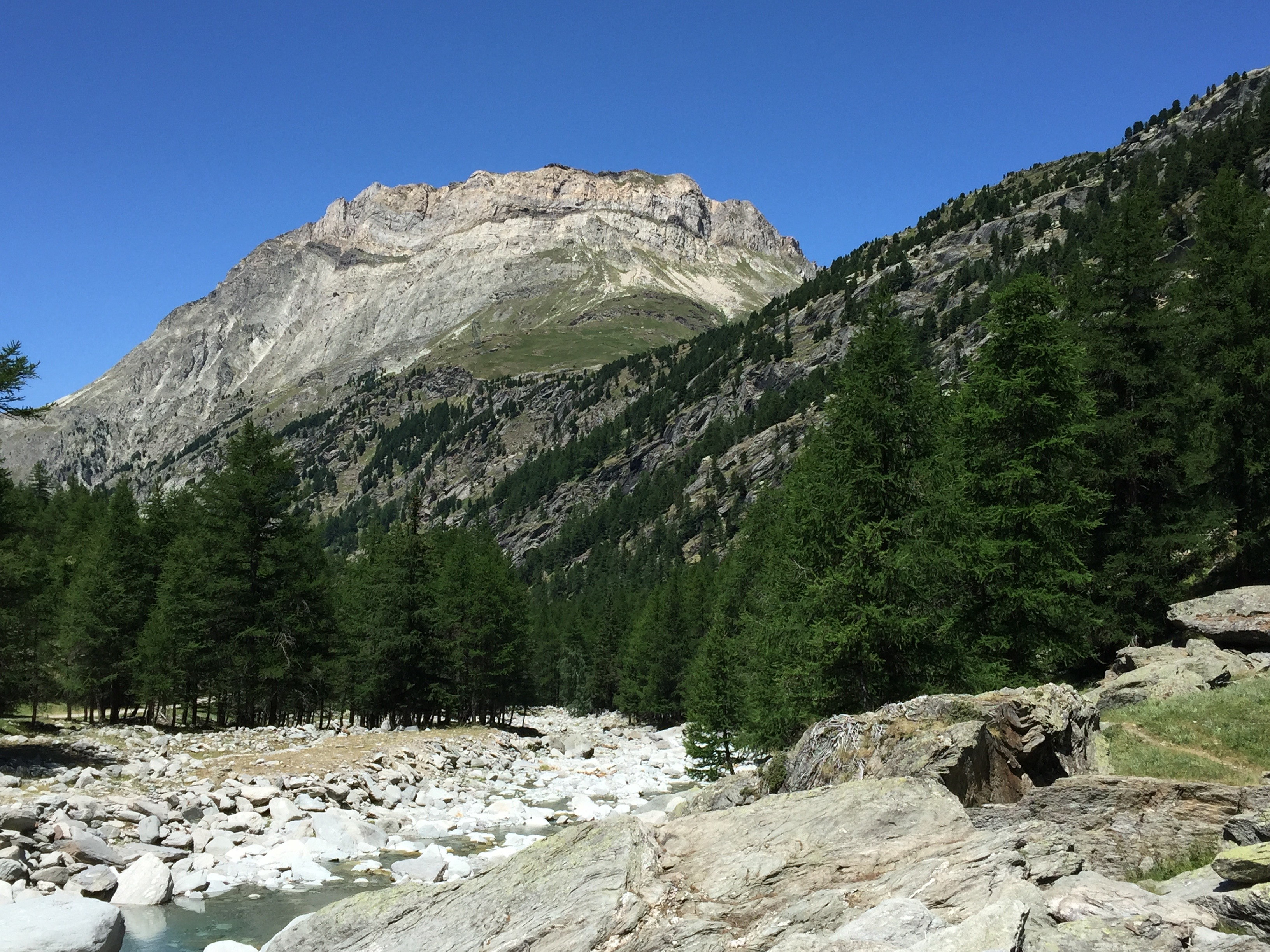
Vista dalla valle d'Ambin

La montagna si trova lungo la catena principale alpina. Mentre i versanti che si affacciano sulla conca del Moncenisio non sono particolarmente impervi, la montagna verso il vallone d'Ambin si presenta invece con pareti ripidissime di circa 900 m di dislivello.

## Storia
Prima del 1860 la Pointe de Bellecombe era totalmente compresa nel territorio del Regno di Sardegna. Tra il 1860 e il 1947 il confine tra l'Italia e la Francia passava per la cima della montagna. Attualmente, dopo la correzione dei confini intorno al lago del Moncenisio operata con il Trattato di Parigi, è invece totalmente in territorio francese.

## Accesso alla vetta
La cima può essere raggiunta partendo dal Colle del Piccolo Moncenisio e transitando poi per il Col de Bellecombe. La salita può essere combinata con quella al vicino Mont Froid.

## Punti di appoggio
- Refuge du Petit Mont Cenis

### Cartografia
- Cartografia ufficiale francese dell'Institut géographique national (IGN), consultabile online